# Salif Traoré (photographe)
Pour les articles homonymes, voir Salif Traoré et Traoré.
Salif Traoré est un photographe malien, né à Kati (Mali) en 1974.

## Biographie
Après des études de comptabilité au Centre de formation technique de Quinzambougou, Salif Traoré s’oriente vers la photographie. En 2004, il entre au Centre de formation photographique.
Il participe à plusieurs expositions collectives ("Une saison en images", "Les Dépôts de Bamako", "Le voyage est au coin de la rue", "De l’informel à l’institutionnel").
Lors de la  8eédition des Rencontres africaines de la photographie qui s'est tenue à Bamako du 7 au 13 novembre 2009, il obtient le prix Élan, décerné par l’Agence française de développement. 